# Црква Светог Мине у Штави
Црква Светог Мине у Штави, месту у општини Куршумлија, датира још од 12. века, док прва помињања и сведочења су везана за 17. век, када је црква обновљена после рушења током постојања. Црква је под заштитом Републике Србије као споменик културе од великог значаја.

## Штава
Штава је омање копаоничко село на удаљености око шест километара од Луковске бање. Постојање места је везано још за антички период, а током средњег века било је познато по налазиштима олова, цинка, сребра и злата. Кроз Штаву је пролазио и чувени дубровачки пут.

## Историја
Постоје тврдње да црква светог Мине потиче још из 12. века , па да је подигнута у 15. веку од стране војводе Мркше Сићевског, истакнутог властелина српске деспотовине. Народно предање такође сведочи да су преци садашњих становника пренели при досељавању своју славу светог Мину и саградили цркву. На плочи изнад портала у цркву стоји натпис да је саграђена и живописана за време пећког патријарха Пајсија и грачаничког митрополита Силвестера, који су деловали у 17. веку. Овај податак указује да је до 17. века првобитна црква по свој прилици рушена до темеља.
У њеној порти пронађено је четрдесетак саркофага и мермерних споменика из Милутиновог времена. Према изјави Елена Васић Петровић, директорке Завода за заштиту споменика културе из Ниша:
Готово сви су од белог мермера са изузетно квалитетним рељефима, са декорацијама. Мермер је студенички, веома квалитетан сам по себи,...и ни један објекат у земљи (Србији) нема тако вредну збирку камених споменика.

## Архитектура и живопис
Црква је готово сачувала првобитан изглед као једнобродна грађевина са полукружном олтарском апсидом и припратом, архитектонски скромног изгледа, која је готово један метар укопана у земљу. Кров је на две воде а покривена је каменим плочама. Грађена је од ломљеног и тесаног камена и профилисане сиге употребљене за завршни кровни венац. Наос је осветљен са по једним уским прозором са северне и јужне стране, као и отвором испред апсидијалне конхе, где су наос и припрата представљају засебне просторне јединице, где је под покривен мермерним плочама. У тексту наоса на самом надвратку, пише да је црква освећена за време патријарха Пајсија, (1614—1647). Црква има све одлике споменика ове врсте грађене у време турске доминације, после обнове Пећке патријаршије,
Унутрашњост цркве је била у целини живописана али су у пожарима поједини делови живописа страдали, делимично или потпуно. Фреске су исликане постојаним бојама у византијском стилу. На основу сачуваних слика може се закључити да је осликавање веома зналачки осмишљено. На релативно малом простору представљен је уобичајени тематски и иконографски садржај, који обрађује најважније догађаје из хришћанске историје. Као сликари се помињу Никола, Тома, Димитрије и Јован, који иконографским решењима и писмом одају своје грчко порекло. У припрати су над зоном стојећих фигура илустрована чак четири циклуса: светог Мине, светог Николе, Богородичин Акатист и Страшни суд.